# Karim Saddam
Karim Saddam (àrab: كريم صدام)  (Iraq, 26 de maig de 1960) és un exfutbolista iraquià de la dècada de 1980 i entrenador de futbol.
Fou internacional amb la selecció de futbol de l'Iraq amb la qual participà a la Copa del Món de futbol de 1986. Pel que fa a clubs, destacà a Al Jaish, Al Zawraa, Al Shorta i Al Sinaa.